# Gardeniasläktet
Gardeniasläktet (Gardenia) är ett växtsläkte i familjen måreväxter med ca 250 arter. De förekommer i tropiska och subtropiska Afrika, Asien, Australien och Oceanien. Några arter odlas som prydnadsväxter. I Sverige odlas nästan uteslutande gardenia (G. jasminoides).
De är städgegröna buskar eller små träd, 1-15 m höga. Bladen är motsatta eller kransställda 3-4 stycken, 5-50 cm långa and 3-25 cm breda, mörkt gröna, läderartade och glänsande. Blommorna är ensamma eller i små samlingar, vita till blekt gula. Kronan är rörformad vid basen och har 5-12 flikar, 5-12 cm i diameter. Frukten är ett bär med klibbig, orange pulpa. 

## Etymologi
Släktet uppkallades 1760 efter den skotske amatörbotanikern Alexander Garden (1730-1792), som utvandrade till USA som 22-åring.